# NGC 7500
NGC 7500 ist eine linsenförmige Galaxie vom Hubble-Typ S0 im Sternbild Pegasus am Nordsternhimmel. Sie ist schätzungsweise 481 Millionen Lichtjahre von der Milchstraße entfernt und hat einen Durchmesser von etwa 295.000 Lichtjahren.
Im selben Himmelsareal befindet sich u. a. die Galaxie NGC 7519.
Das Objekt wurde am 8. August 1886 von Lewis Swift entdeckt.